# Valverde de la Vera
Valverde de la Vera – gmina w Hiszpanii, w prowincji Cáceres, w Estramadurze, o powierzchni 46,95 km². W 2011 roku gmina liczyła 554 mieszkańców.